# Тофік Ахмедов
Тофік Ахмедов (азерб. Tofiq Əhmədov; 1978, Баку) — азербайджанський боксер, призер чемпіонату світу серед аматорів.

## Аматорська кар'єра
Тофік Ахмедов займався боксом з десяти років. Брав участь в міжнародних змаганнях. Найбільшого успіху досяг на чемпіонаті світу 2003 в категорії до 64 кг, завоювавши бронзову медаль.
- В 1/16 фіналу переміг Хосе Гутьєрес Алонсо (Іспанія) — RSCO 3
- В 1/8 фіналу переміг Венкатеє Харікришна (Індія) — 17-10
- У чвертьфіналі переміг Маркоса Майдана (Аргентина) — 36-28
- У півфіналі програв Віллі Блену (Франція) — 13-25

Не зумів кваліфікуватися на Олімпійські ігри 2004 в категорії до 69 кг.